# فيلا نوا دغايا
فيلا نوا دغايا (بالبرتغالية: Vila Nova de Gaia‏) هي municipality of Portugal ومدينة تقع في البرتغال في محافظة بورتو. يقدر عدد سكانها بـ 302,295 نسمة ومساحتها 168.46 كم2 .

## المدن التوأمة
مدينة ريو دي جانيرو هي مدينة توأمة لـفيلا نوا دغايا.

## معرض صور

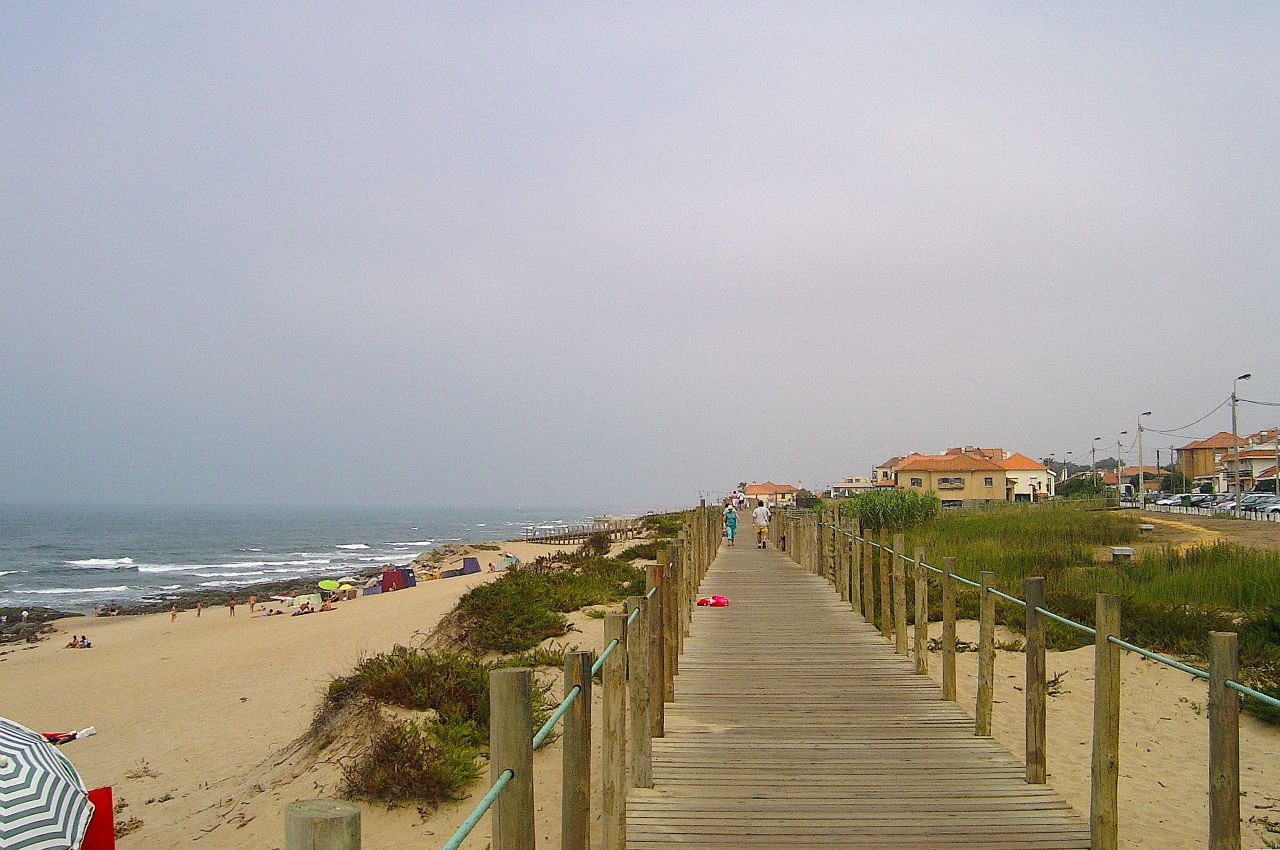
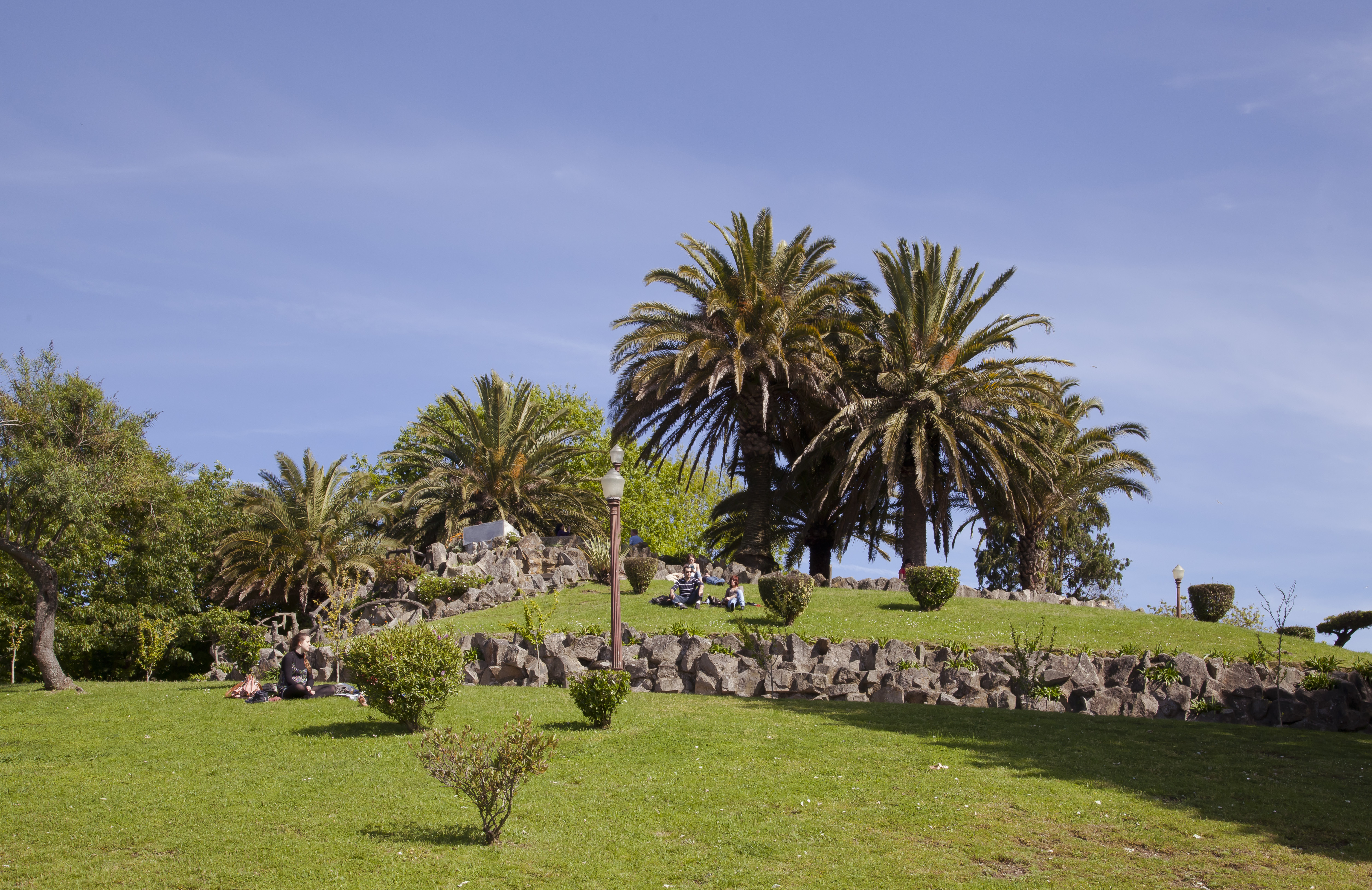
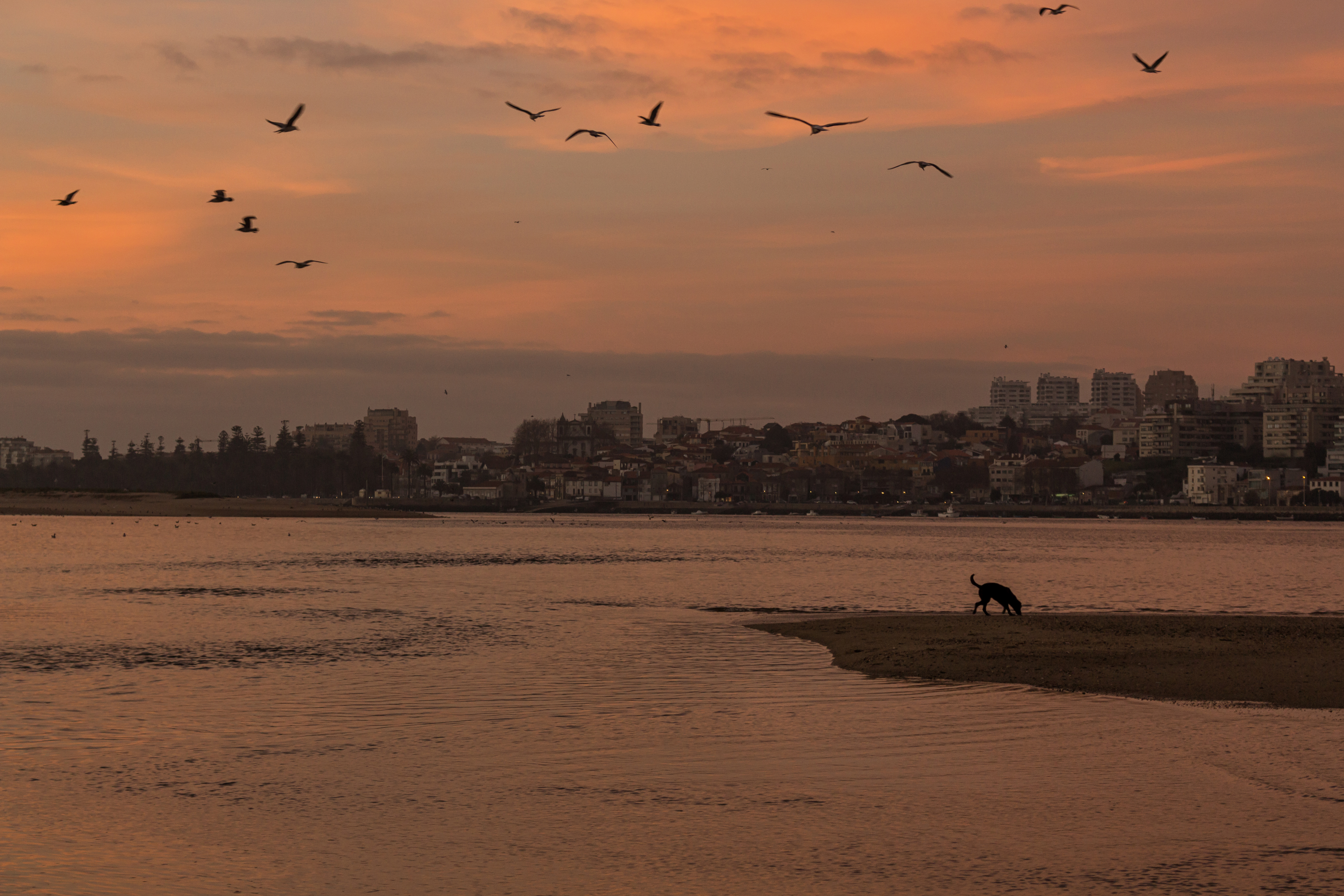
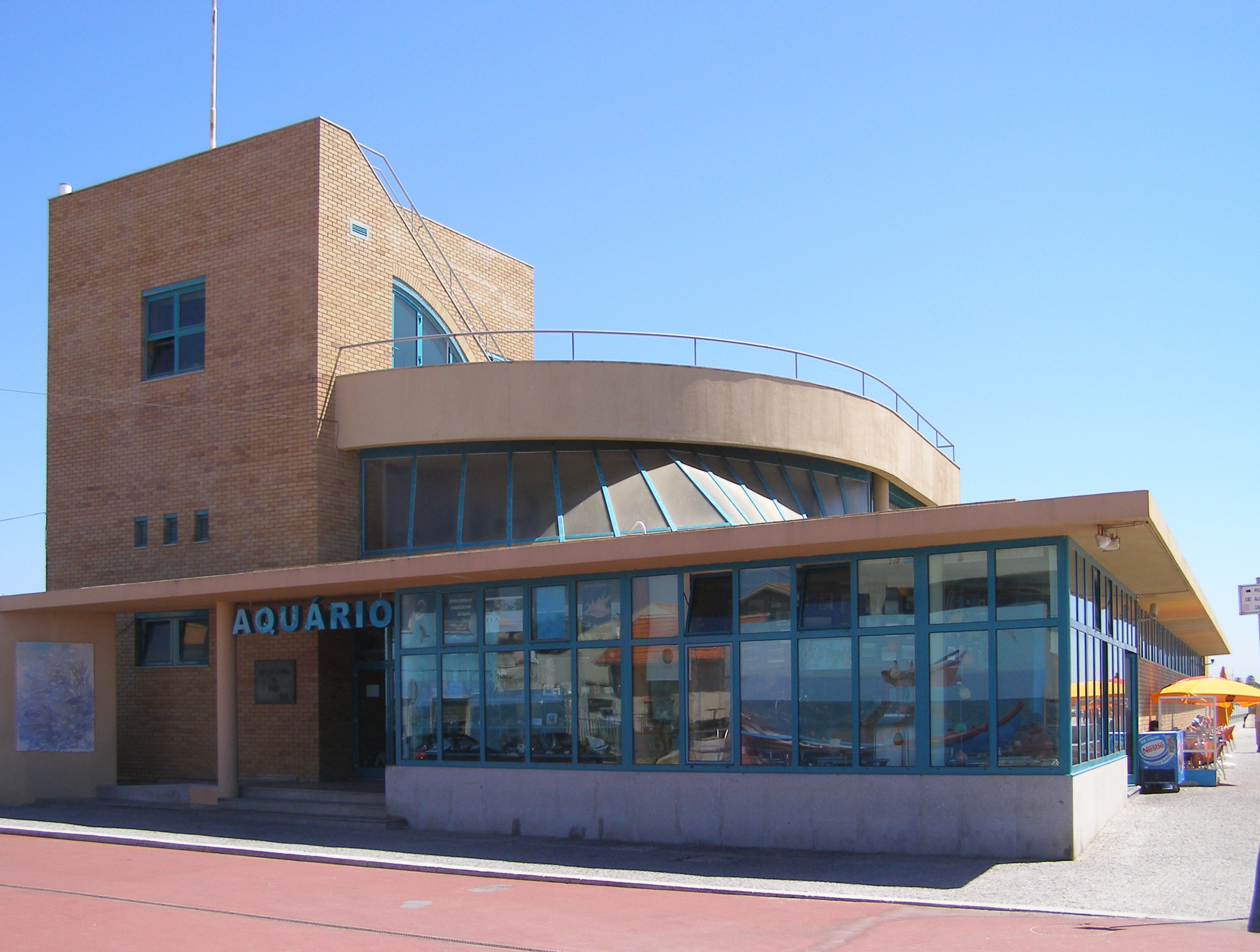
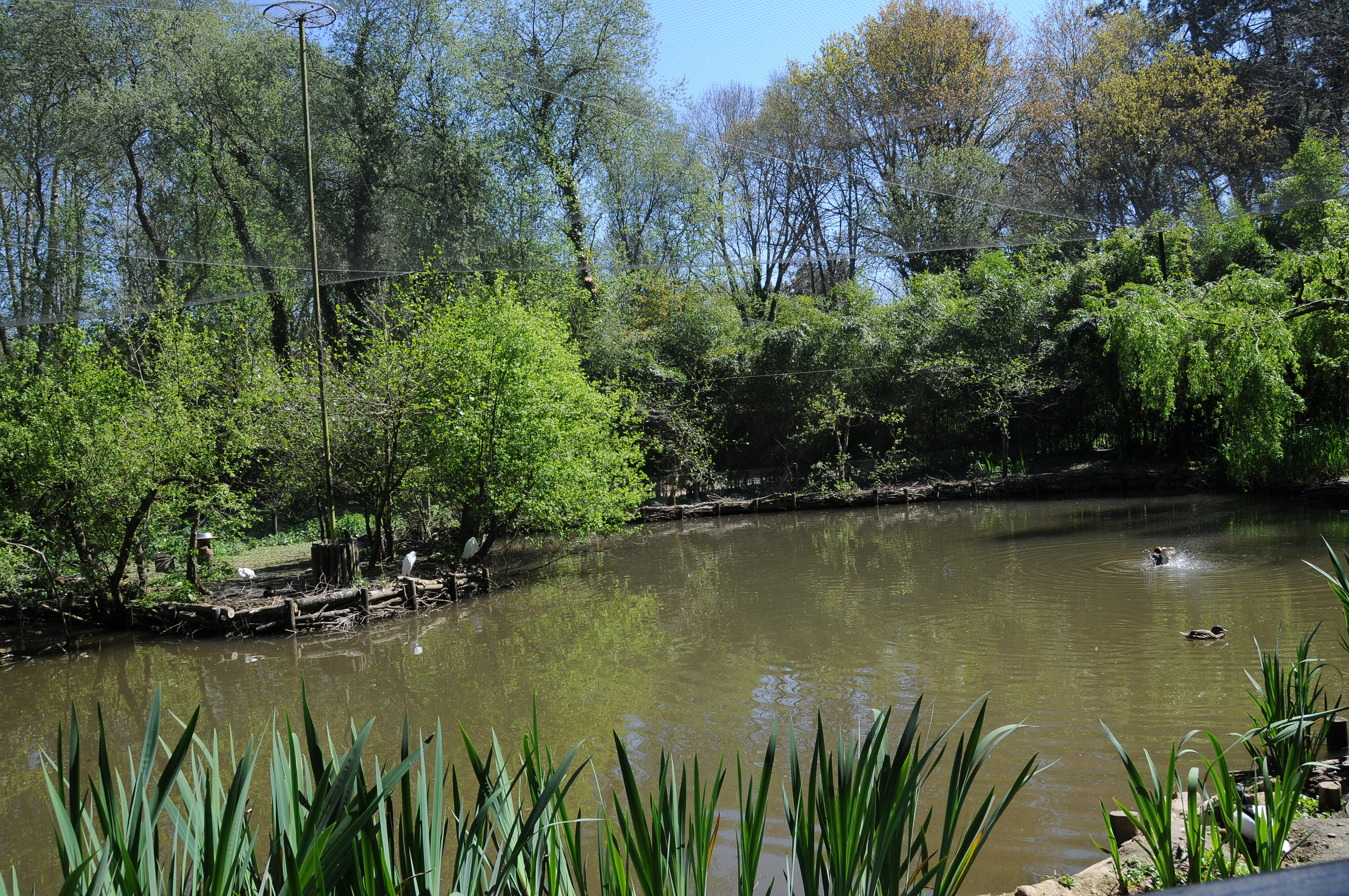

## أعلام
- روي جورجي
- أندريه بينتو
- روي بيدرو
- أنطونيو سواريس دوس ريس
- ريكاردو كوستا
- باولو روكا
- سيرجيو بينتو
- روي بينتو